# Sportåret 1877

## Händelser

### Baseboll
- 12 april - För första gången använder en catcher huvudskydd.[1]
- Boston Red Caps vinner National League.[2]

### Boxning
- Okänt datum - John L. Sullivan börjar sin boxningskarriär som amatör hemma i Boston i Massachusetts, USA.  Han vinner sin tidigaste kända match mot Jack Scannell på KO i första ronden.[3]

### Cricket
- 15-16 mars - Testcricket börjar spelas på Melbourne Cricket Ground mellan Australien och England.[4]
- Okänt datum - Gloucestershire CCC vinner County Championship [5].

### Cykel
- 22 december - Tidskriften American Bicycling Journal börjar publiceras i Boston.[4]

### Hästsport
- 22 maj - Vid tredje Kentucky Derby vinner Billy Walker på Baden-Baden med tiden 2.38.[4]

### Ishockey
- 3 februari - McGill University i Montréal grundar ett ishockeylag.[6]
- 27 februari - Tidningen Montreal Gazette publicerar de första ishockeyreglerna.[6]

### Kanadensisk fotboll
- 12 maj - Ottawa Rough Riders spelar första matchen utanför Kanada.[4]

### Rodd
- 24 mars - Dött lopp i universitetsrodden mellan Universitetet i Cambridge och Oxfords universitet.

### Simning
- 30 september - New York Athletic Club anordnar första amatörtävlingen i USA.[4]

### Tennis
- Juli - Spencer Gore segrar i de första Wimbledonmästerskapen.[4]

## Födda
- 30 april – Léon Flameng, fransk cyklist, olympisk guldmedaljör.
- 7 augusti – Ulrich Salchow, svensk konståkare, världsmästare tio gånger, olympisk guldmedaljör.

### Fotnoter
1. ↑  ”Charlton's Baseball Chronology - 1877” (på engelska). Charlton's Baseball Chronology. Arkiverad från originalet den 17 oktober 2007. https://web.archive.org/web/20071017224800/http://www.baseballlibrary.com/chronology/byyear.php?year=1877. Läst 11 augusti 2015.
2. ↑  ”The 1877 Season” (på engelska). Retrosheet. http://www.retrosheet.org/boxesetc/1877/Y_1877.htm. Läst 11 augusti 2015.
3. ↑  Cyber Boxing Zone – John L Sullivan. läst 12 november 2009.
4. 1 2 3 4 5 6  ”Chronology of Sports”. Arkiverad från originalet den 22 juli 2011. https://web.archive.org/web/20110722012455/http://worldtimeline.info/sports/. Läst 18 juli 2011.
5. ↑  En inofficiell titel fram till december 1889 då första officiella County Championship spelades.
6. 1 2  ”International Ice Hockey Federation”. http://www.iihf.com/iihf-home/history.html. Läst 2 september 2011.